# Romeo Bertini
Romeo Bertini, född 21 april 1893 i Gessate, Milano, död 29 augusti 1973 i Milano, var en italiensk  friidrottare.
Bertini blev olympisk silvermedaljör på maraton vid sommarspelen 1924 i Paris.